# Саут-Сент-Пол (Міннесота)
Саут-Сент-Пол (англ. South St. Paul) — місто (англ. city) в США, в окрузі Дакота штату Міннесота. Населення — 20 759 осіб (2020).

## Географія
Саут-Сент-Пол розташований за координатами 44°53′17″ пн. ш. 93°2′26″ зх. д. / 44.88806° пн. ш. 93.04056° зх. д. (44.888027, -93.040497).  За даними Бюро перепису населення США в 2010 році місто мало площу 15,89 км², з яких 14,63 км² — суходіл та 1,26 км² — водойми.

## Демографія
Згідно з переписом 2010 року, у місті мешкало 20 160 осіб у 8186 домогосподарствах у складі 5065 родин. Густота населення становила 1269 осіб/км².  Було 8666 помешкань (545/км²).
Расовий склад населення:
| - 85,3 % — білих - 3,9 % — чорних або афроамериканців - 1,2 % — азіатів - 0,8 % — корінних американців - 0,1 % — вихідців з тихоокеанських островів - 5,4 % — осіб інших рас |

До двох чи більше рас належало 3,4 %. Частка іспаномовних становила 12,2 % від усіх жителів.
За віковим діапазоном населення розподілялося таким чином: 23,8 % — особи молодші 18 років, 64,2 % — особи у віці 18—64 років, 12,0 % — особи у віці 65 років та старші. Медіана віку мешканця становила 36,9 року. На 100 осіб жіночої статі у місті припадало 96,9 чоловіків;  на 100 жінок у віці від 18 років та старших — 94,0 чоловіків також старших 18 років.
Середній дохід на одне домашнє господарство  становив 63 000 доларів США (медіана — 55 607), а середній дохід на одну сім'ю — 73 955 доларів (медіана — 67 892). Медіана доходів становила 47 102 долари для чоловіків та 41 678 доларів для жінок. За межею бідності перебувало 13,2 % осіб, у тому числі 14,4 % дітей у віці до 18 років та 9,2 % осіб у віці 65 років та старших.
Цивільне працевлаштоване населення становило 10 786 осіб. Основні галузі зайнятості: освіта, охорона здоров'я та соціальна допомога — 22,8 %, виробництво — 12,5 %, роздрібна торгівля — 10,6 %, науковці, спеціалісти, менеджери — 10,4 %.